# Cinéma ByTowne
Le cinéma ByTowne est un cinéma de répertoire à écran unique situé à Ottawa, en Ontario, Canada. Il s'agit d'un des principaux lieux de projection de films indépendants et étrangers à Ottawa. La salle de 650 places est situé sur la rue Rideau au niveau de la rue Nelson, à quelques pâtés de maisons à l'est du Centre Rideau.

## Histoire
Le cinéma ByTowne n’a pas toujours été appelé ainsi et son histoire n’a pas commencé sur la rue Rideau. 

### 1947–1988 : LeNelson Theatre

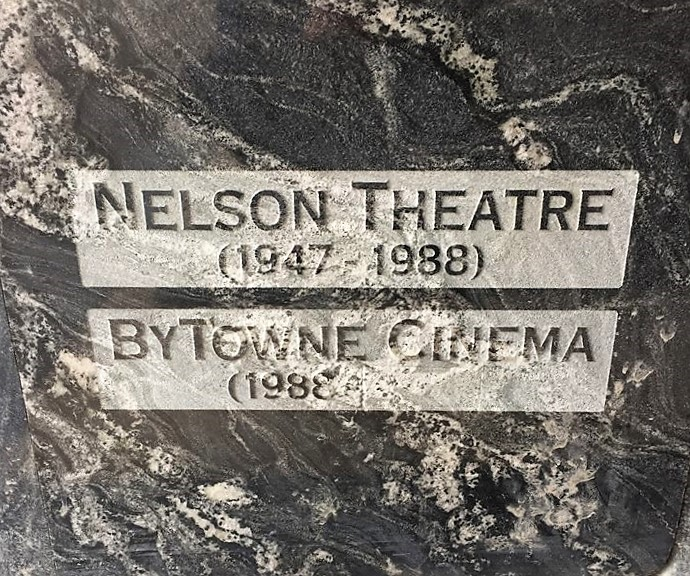
Gravure sur pierre sur le mur de l'entrée du cinéma ByTowne.

Cette salle à écran unique a été construite sur la rue Rideau par Hyman Berlin au cours de l'automne et de l'hiver 1946 ; il l'a ouvert, le 10 février 1947, sous le nom de Nelson Theatre. Il a été l'un des principaux cinémas de la ville pendant des décennies. 
Ce nom a été choisi à la suite d'un concours qui a reçu plus de 4 000 suggestions. C'est Mme J.H. Goyette qui a remporté un prix en espèces de 100 $ (équivalent à 1600$ en 2025), lorsqu'elle suggère de baptiser la salle du nom de la rue perpendiculaire voisine. À cette époque, le coût d'entrée était de 25 cents pour les places assises générales et de 35 cents pour la loge supérieure.
Pendant deux ans, Berlin a loué le Nelson à la chaîne de cinémas Famous Players et, comme promotion, ils annoncent la disponibilité de la climatisation avec une immense bannière suspendue à la marquise. 
En 1988, Famous Players, maintenant orienté vers les multiplexes, se désintéresse de la gestion d'un cinéma à écran unique et le cinéma a été périodiquement fermé. La famille Berlin vend donc le cinéma aux exploitants du Towne.

### 1968–1989 : Lecinéma Towne
Situé au 5, avenue Beachwood, dans le quartier New Edinburgh d'Ottawa, un autre cinéma à écran unique a été construit et inauguré en 1947 sous le nom de Linden Theatre.
En 1968, le théâtre est rebaptisé Towne Cinema et exploité par Germain Cadieux (père de l'actrice Anne-Marie Cadieux). Depuis 1973, il est surtout connu comme l'un des premiers cinémas de répertoire d'Ottawa, présentant des productions cultes et classiques, des films étrangers et indépendants. À l’époque, ce format unique et distinct était nouveau dans les cinémas de l’Ontario. Le Towne est également devenu « le cinéma alternatif d'Ottawa ».
Débutant comme placeur au cinéma Towne, Jean Cloutier est promu gérant par Germain Cadieux. Pour sa part, Bruce White débute comme graphiste pour la confection du programme imprimé. En 1983, Cadieux leur vend le Towne.

### 1988–2020, 2021– : Lecinéma ByTowne
Le 1er octobre 1988, Bruce White et Jean Cloutier achètent le Nelson Theater pour 790 000 $ et le rouvrent sous le nom ByTowne, en l'honneur du nom original d'Ottawa et parce qu'il s'agissait du deuxième cinéma des propriétaires du cinéma Towne de l'avenue Beachwood.
Le duo a transformé le Nelson aussi en un cinéma de répertoire qui projette des films alternatifs, avec une programmation différentes chaque jour. Le Towne et le ByTowne fonctionnent simultanément pendant 9 mois, avec des programmes légèrement différents. En juin 1989, White vend le cinéma Towne, qui sera transformé en espace commercial, et déplace l'ensemble de l'exploitation sur la rue Rideau. Jean Cloutier vend ses parts de l'entreprise en 1990. L'exploitation va bon train pour trente ans.
Au cours de l'année 2020, en raison des restrictions de santé publique en cours pendant la pandémie de Covid-19, le cinéma connait une série de fermetures temporaires et des réductions de places disponibles. Face à ces défis, Bruce White, qui prendra sa retraite après 32 ans, annonce, le 4 décembre 2020, que le cinéma ByTowne fermerait définitivement ses portes,. Il cesse ses opérations le 30 décembre 2020, avec une dernière semaine de projections diffusées du 26 février au 7 mars 2021.
On annonce en juin 2021, que Daniel Demois et Andy Willick, propriétaires des cinémas Fox Theatre (en) à Toronto depuis 2007 et le Apollo Cinema à Kitchener depuis 2014, font l'acquisition de la salle qui rouvre sous le même nom le 8 septembre 2021. La salle est toujours en opération.
En 2025, le bâtiment est inscrit à la liste des biens patrimoniaux (en) de la ville d'Ottawa.

#### Chronologie des opérations de ces salles de cinémas
Avenue Beechwood
- Le Linden Theatre (1947–1968)
- Le cinéma Towne  (1968–1989)

Rue Rideau
- Le Nelson Theatre (1947–1988)
- Le cinéma ByTowne (1988–2020, 2021–présent)

### Rénovations
Le cinéma a été construit en 1946 par les architectes prolifiques Harold Kaplan (en) et Abraham Sprachman (en). 
À partir de 1947, le Nelson a procédé à de nombreuses améliorations et rénovations : l'écran et la projection, la rénovation complète des toilettes et l'installation de nouveaux sièges avec plus d'espace pour les jambes. 
Le théâtre a été rénové au début des années 1960 pour ajouter des sièges plus larges et plus confortables, réduisant sa capacité d'accueil de 940 à 770. De même, des installations de projection de 70 mm, ainsi que de nouveaux systèmes sonores et des écrans plus larges ont été installés. 
Le cinéma, maintenant le ByTowne, a été rénové à nouveau en 2000 et cent-soixante-quinze anciens sièges ont été remplacés. Cent-cinquante sièges de type « avion » ont été récupérés dans le multiplexe récemment fermé du Capitol Square (en) sur la rue Queen. Lorsque ces sièges ont été installés dans les années 1980, ils étaient connus comme « les meilleurs sièges de la ville », équipés de dossiers hauts et de porte-gobelets. Le nombre de places au cinéma ByTowne a été réduit à six-cent-soixante-dix pour une facture de 30 000 $.
Le 25 mars 2000, afin de financer les rénovations, une vente de garage a été organisée par le cinéma ByTowne. Des affiches de films, des CD et des bobines de films étaient proposés à la vente. 
À l'automne 2011, on installe un projecteur numérique Christie, bien que ses deux projecteurs 35 mm soient restés opérationnels. En mai 2013, le ByTowne rénove son auditorium. Les sièges du rez-de-chaussée sont remplacés par quatre-cent-trente-cinq nouvelles chaises Greystone « Madrid ». Le nombre total de places assises a été réduit à six-cent-cinquante.
Le cinéma est à nouveau rénové en 2024.

### Menace pour les cinémas de répertoire canadiens
Les cinémas de répertoire, tels que le ByTowne et le Mayfair Theatre (en), projettent des films canadiens et étrangers que les autres grandes chaînes ne projettent pas. Cependant, ces dernières années, ces cinémas ont connu des difficultés financières, les nouvelles règles établies par les distributeurs hollywoodiens leur rendant plus difficile de se maintenir. Par exemple, Buena Vista Pictures interdit la projection de films Disney en matinée familiale dans les cinémas de répertoire.
Le cinéma ByTowne réalise la majeure partie de ses bénéfices grâce à des films canadiens et étrangers indépendants. Le propriétaire Bruce White explique : « Nous commandons la plupart de nos films auprès de distributeurs canadiens. Cela ne veut pas dire que nous ne faisons jamais affaire avec les Américains, mais les difficultés supplémentaires qu'ils génèrent sont inversement proportionnelles à notre volume d'affaires ». White a également ajouté que « Disney ne vaut pas la peine de s'embêter » et qu'essayer de changer l'avis des grandes entreprises est inutile. 

## Présentations notables

### Succès hollywoodiens
Le cinéma a projeté des films majeurs tels que El Cid, 2001 : L'Odyssée de l'espace et L'Exorciste. Plus tard, il a accueilli de grands succès au box-office tels que Les Dents de la mer, Les Aventuriers de l'arche perdue, Star Trek, le film, ainsi que certaines de leurs suites. 
Autres films populaires projetés au cinéma, mais sans s'y limiter : 
- Douze ans d'esclavage (Twelve Years a Slave)
- Les Aventures de Tintin : Le Secret de La Licorne
- Ferdinand
- Fille disparue (Gone Girl)
- La Couleur des sentiments (The Help)
- La La Land
- Le Monde de Charlie (The Perks of Being a Wallflower)

#### Comédies musicales
Parmi les comédies musicales les plus anciennes, La Mélodie du bonheur, a été projetée pendant une longue période en 1965. Par la suite, de nombreuses autres comédies musicales notables, comme Funny Girl et Willy Wonka et la Chocolaterie, y ont été projetées.

### Films indépendants et étrangers
Le ByTowne est surtout connu pour présenter une grande variété de films indépendants, « non grand public », cultes et internationaux. 
- An African Election
- Ai Weiwei: Never Sorry
- Les Femmes du 6e étage
- Nous avons un pape
- Happiness
- L'Insulte
- Kandahar Journals
- Patang (en)
- Le Trône de sang: Le Château de l'araignée [18]

#### 2017 :The Breadwinner
Le 22 septembre 2017, le cinéma ByTowne accueille une projection sur tapis rouge de The Breadwinner à l'occasion du Festival international d'animation d'Ottawa.